# Тетрагидроксокобальтат(II) натрия
Тетрагидроксокобальтат(II) натрия — неорганическое соединение,
комплексный гидроксид натрия и кобальта
с формулой Na2[Co(OH)4],
красно-фиолетовые кристаллы,
растворяется в воде.

## Получение
- Спекание гидроксида кобальта(II) и гидроксида натрия в инертной атмосфере:

{\displaystyle {\mathsf {2NaOH+Co(OH)_{2}\ {\xrightarrow {120^{o}C}}\ Na_{2}[Co(OH)_{4}]}}}

## Физические свойства
Тетрагидроксокобальтат(II) натрия образует красно-фиолетовые кристаллы, чувствительные к влаге и кислороду воздуха.
Растворяется в воде.